# هارييت بويد هاوس
هارييت بويد هاوس (بالإنجليزية: Harriet Boyd-Hawes)‏ هي مؤرخة الفن أمريكية، ولدت في 11 أكتوبر 1871 في بوسطن في الولايات المتحدة، وتوفيت في 31 مارس 1945 في واشنطن العاصمة في الولايات المتحدة.

## وصلات خارجية
- هارييت بويد هاوس على موقع الموسوعة البريطانية (الإنجليزية)